# Prínia modesta
La prínia modesta (Prinia subflava) és una espècie d'ocell passeriforme del gènere prinia que pertany a la família Cisticolidae pròpia de l'Àfrica subsahariana.

## Descripció

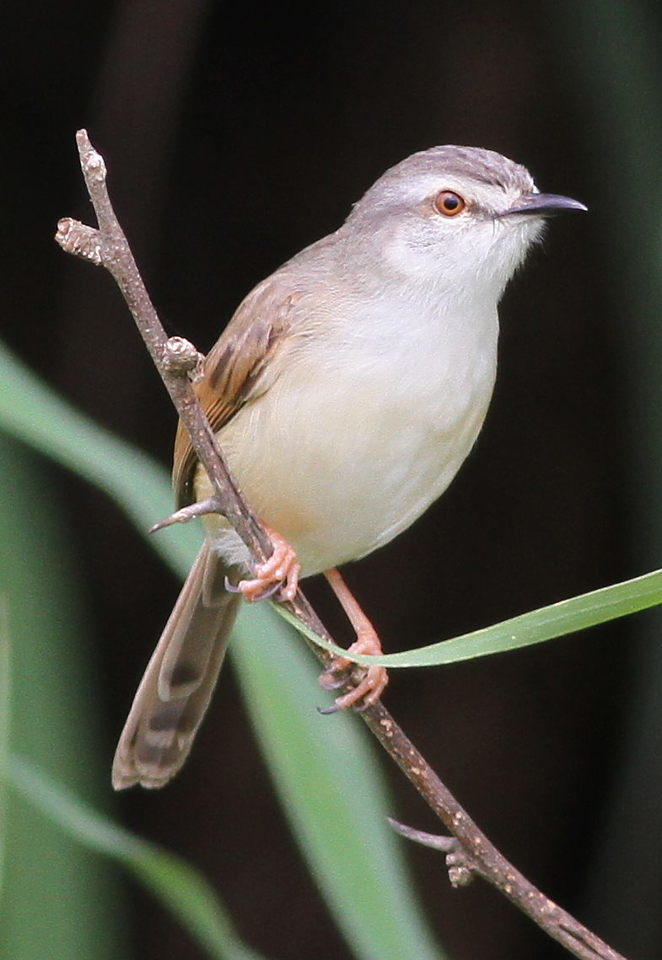
Prinia subflava al Parc Kruger (Sud-àfrica)

Mesura entre 10 i 13 cm de longitud, inclosa la llarga cua, estreta i escalonada. Té un bec negre, punxegut i força llarg. Sol mantenir la cua alçada o en moviment. Les parts superiors són de tons marró grisenques amb les plomes de vol amb terminacions de color castany vermellós i cert to marró vermellós al carpó. La gola i pit són blanquinosos, mentre que els seus flancs i baix ventre són de color canyella. Presenta llistes supraciliars blanquinoses, en contrast amb el pili grisenc i les brides fosques. Les plomes de la cua tenen la punta blanca i una banda fosca just anterior a la punta.
Tots dos sexes tenen una aparença similar. Fora de l'època de cria tenen la cua més llarga que a la plomatge reproductiu. Els joves tenen les parts inferiors de color groc clar i el bec groguenc.
La prínia somali, del nord-est d'Àfrica, és similar, però és més clara i grisa i té els flancs blanquinosos, a més viu en hàbitats més secs i oberts que la prínia modesta. També és similar a la prinia fluvial, de les riberes de l'Àfrica occidental, però aquesta també és més clara i grisa i té la cua més llarga.

## Taxonomia
Va ser descrita científicament el 1789 pel naturalista alemany Johann Friedrich Gmelin. Anteriorment es considerava coespecífica de la prínia senzilla (P. inornata) del sud d'Àsia, però actualment es consideren espècies separades.
Actualment es reconeixen deu subespècies:
- P. s. subflava (Gmelin, JF, 1789) - s'estén des del sud de Mauritània i el Senegal a l'interior d'Etiòpia i el nord d'Uganda;Prinia subflava bechuanae amb material per a la construcció del niu. Divava, Namibia

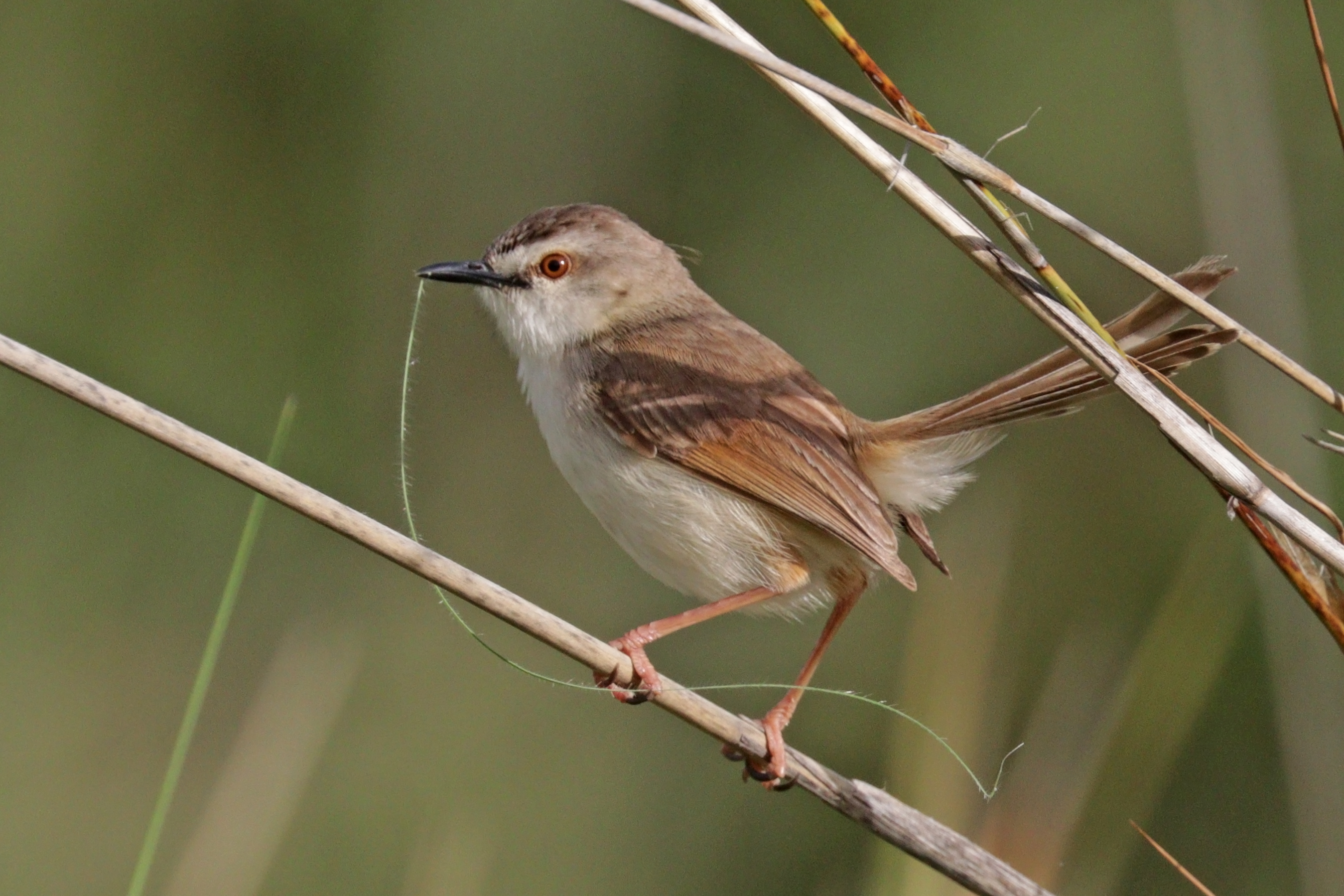
Prinia subflava bechuanae amb material per a la construcció del niu. Divava, Namibia

- P. s. pallescens Madarász, 1914 - es troba del nord de Mali al nord-oest d'Eritrea i nord d'Etiòpia;
- P. s. tenella (Cabanis, 1868) - es localitza al sud de Somàlia, l'est de Kenya i Tanzània;
- P. s. melanorhyncha (Jardine i Fraser, 1852) - s'estén de Sierra Leone al sud d'Uganda, el centre de Kenya i el nord-oest de Tanzània;
- P. s. graueri Hartert, 1920 - està presenta al centre d'Angola, el sud i est de la República Democràtica del Congo i Ruanda;
- P. s. affinis (Smith, A, 1843) - es troba de la RDC i sud-oest de Tanzània al nord-est de Sud-àfrica;
- P. s. kasokae White, CMN, 1946 - ocupa l'est d'Angola i l'oest de Zàmbia;
- P. s. mutatrix Meise, 1936 - és present de sud de Tanzània a l'est de Zimbàbue i el centre de Moçambic;
- P. s. bechuanae Macdonald, 1941 - s'estén del sud-oest d'Angola i el nord de Namíbia al nord-oest de Zimbàbue;
- P. s. pondoensis Roberts, 1922 - es localitza al sud de Moçambic i l'est de Sud-àfrica.

## Distribució i hàbitat
Les deu subespècies es distribueixen per la major part de l'Àfrica subsahariana, excepte a les parts més seques i algunes de les més humides. Està absent a la majoria de la conca del Congo, el sud de Namíbia, el sud-oest de Botswana i la meitat oest de Sud-àfrica.
És abundant a les zones de matoll i herbassars d'una gran varietat d'hàbitats, inclosos els boscos, les sabanes i les zones cultivades. S'adapta bé als hàbitats modificats pels humans i no es considera perill d'extinció.

## Comportament
S'alimenta d'insectes i d'altres invertebrats. Busca aliment entre els matolls o el sotabosc formant petits estols.
La crida és una mena de ronc curt i ràpid. El cant consisteix en una sèrie de trins monòtons. El mascle sol cantar des perxes descobertes.
El niu té forma de bossa i està fet d'herba entreteixida. El construeix a un o dos metres del terra. Sol posar entre dos i quatre ous, de color variable i amb taques marrons o estades.